# Dario Cerrato
Pour les articles homonymes, voir Cerrato.
Dario Cerrato, né le 28 septembre 1951 à Corneliano d'Alba, est un ancien pilote de rallye italien, ayant débuté en compétitions en 1973, pour terminer celles-ci en 1991 au niveau international.

## Biographie
Dario Cerrato courut en WRC essentiellement en 1981, 1989 et 1990, pour les teams Conrero, et surtout Jolly Club (meilleure place obtenue: 2e au rallye Sanremo 1986 (épreuve annulée par la FISA), puis 3e en 1988 et 1991, 4e en 1989 et 1990, 5e en 1979 et 1985, et 6e en 1983).
Son frère Pierluigi Cerrato fut à ses côtés de 1973 à 1975, puis se succédèrent Luciano Guizzardi (jusqu'en 1981), et surtout Giuseppe Cerri de 1982 à 1992, avec lequel il construisit ses victoires.
En 1998, à 47 ans, il termina encore l'épreuve du 1er Challenge Prince Albert de Monaco (38e, sur Fiat Cinquecento Sporting).

## Palmarès

### Titres
- Double Champion d'Europe des rallyes, en 1985 sur Lancia Rally 037, et 1987 sur Lancia Delta HF 4WD;
- Sextuple Champion d'Italie des rallyes, en 1985 (Lancia Rally 037) (open), 1986 (Lancia Delta S4) (nationale et open), 1988 (Lancia Delta HF 4WD), 1989 (Lancia Delta Integrale), 1990 et 1991 (Lancia Delta Integrale 16V) (6 titres tout comme Paolo Andreucci);
- Vice-champion d'Europe des rallyes, en 1991;
- 6e au championnat du monde des rallyes, en 1990.

### Victoires
- 26 victoires en championnat d'Europe des rallyes (avec son compatriote Giandomenico Basso, et avec le belge Robert Droogmans, mais derrière le compatriote de ce dernier Patrick Snijers à 44) (toutes avec Giuseppe Cerri):
  - 4e, 10e, 11e, 12e, 13e et 14e Rallye della Lana, en 1983, 1987, 1988, 1989, 1990 et 1991
  - 69e, 70e, 71e, et 73e Targa Florio italienne, en 1985, 1986, 1987, et 1989
  - 9e, 10e, 11e et 12e Rallye Piancavallo, en 1988, 1989, 1990 et 1991
  - 8e, 12e et 13e Rallye Costa Smeralda, en 1985, 1989 et 1990
  - 17e et 18e Rallye dell'Isola d'Elba, en 1985 et 1986
  - 23e et 26e Rallye Catalunya-Costa Brava, en 1987 et 1990
  - 16e Rallye Albena - Zlatni Piassatzi - Sliven, en 1985
  - 28e Rallye Vinho da Madeira, en 1987
  - 12e Rallye Elpa Halkidikis, en 1987
  - 13e Rallye 1000 Miglia, en 1989
  - Rallye Valleo, en 1990

- Victoires en championnat d'Italie des rallyes:
  - Rallye Targa Florio: 1985, 1986, 1987 et 1989
  - Rallye 1000 Miglia: 1985, 1987 et 1989
  - Rallye del Salento: 1988 et 1993
  - Rallye di Limone Piemonte: 1992

(autres ?..)
- Divers:
  - Vainqueur du Monza Rally Show: 1989
  - Tour d'Italie automobile: 1989 (avec Francia et Cerri, sur Alfa Romeo 75 Turbo IMSA)
  - 2e du Tour d'Italie automobile: 1988 (avec Larini et Cerri, sur Alfa Romeo 75 Turbo)

### Records
- Depuis 1991, lors du rallye della Lana, détenteur du record de l'ascension Rozzo-Caneto (intégrée aussi à d'autres courses transalpines), en 8' 41".